# Liste der Monuments historiques in Vayres (Gironde)
Die Liste der Monuments historiques in Vayres (Gironde) führt die Monuments historiques in der französischen Gemeinde Vayres auf.

## Liste der Bauwerke
| Bezeichnung | Beschreibung              | Standort | Kennzeichnung | Schutzstatus | Datum | Bild |
| ----------- | ------------------------- | -------- | ------------- | ------------ | ----- | ---- |
| Schloss     | Erbaut im 14. Jahrhundert | (Lage)   | PA00083856    | Classé       | 2000  |      |